# قائمة خربشات جوجل في 2012
خربشة جوجل هي نسخة فنية من شعار جوجل. وتوضع في موقع جوجل للاحتفال بحدث أو شخصية ما.

## يناير
- 11 يناير، جوجل استبدلت شعارها بخربشة لعالم الطبيعة الدنماركي نيكولاس ستينو.[1]

## فبراير
- 7 فبراير، جوجل استبدلت شعارها بخربشة للأديب البريطاني تشارلز ديكنز بمناسبة الذكرى ال200 لميلاده.[2]
- 11 فبراير، جوجل استبدلت شعارها بخربشة للأديبة والشاعرة الفلسطينية اللبنانية مي زيادة في نطاقات جوجل في الدول العربية بمناسبة الذكرى ال126 لميلادها.[3]
- 22 فبراير، جوجل استبدلت شعارها بخربشة لعالم اللاسلكي الألماني هاينريخ هيرتس في نطاقات جوجل حول العالم بمناسبة الذكرى ال155 لميلاده.[4]
- 25 فبراير، جوجل استبدلت شعارها بخربشة للرحالة المغربي ابن بطوطة في نطاقات جوجل العربية بمناسبة الذكرى ال707 لميلاده.[5]
- 29 فبراير، جوجل استبدلت شعارها بخربشة للمؤلف الموسيقي الإيطالي جواكينو روسيني في نطاقات جوجل حول العالم بمناسبة الذكرى ال122 لميلاده.[6]

## مارس
- 8 مارس، جوجل استبدلت شعارها بخربشة تمثل رموز نسوية بمناسبة اليوم الدولي للمرأة.[7]
- 13 مارس، جوجل استبدلت شعارها بخربشة لعود ونظارة بمناسبة الذكرى الـ 110 لمولد الموسيقار المصري محمد عبد الوهاب.[8]
- 20 مارس، جوجل استبدلت شعارها بخربشة تمثل زهرتان وفراشتان ولقلق بألوان زاهية بمناسبة يوم الاعتدال الربيعي في نطاق جوجل العالمي وعديد النطاقات حول العالم (عدا نطاقات جوجل تونس وجوجل الإمارات ونطاقات جوجل في بلدان أخرى).[9]
- 20 مارس، جوجل استبدلت شعارها بخربشة تمثل علم تونس في نطاق جوجل تونس بمناسبة الذكرى ال 56 لاستقلال تونس.[10]
- 21 مارس، جوجل استبدلت شعارها بخربشة لعيد الأم في نطاقات جوجل في الدول العربية.
- 23 مارس، جوجل استبدلت شعارها بخربشة لرسومات خوان غريس بمناسبة الذكرى ال 125 لميلاد الرسام الإسباني خوان غريس.[11]
- 27 مارس، جوجل استبدلت شعارها بأبنية صممها المصمم المعماري الألماني لودفيغ ميس فان دير روه بمناسبة الذكرى الـ 126 لميلاده في نطاق جوجل العالمي وفي نطاقات جوجل الأخرى حول العالم.[12]

## أبريل
- 9 أبريل: جوجل استبدلت شعارها بخربشة لصور متحركة تمثّل أحصنة تعدو تخليدا للذكرى الـ 182 لميلاد رائد الصور المتحركة إدوارد مويبريدج.[13]
- 14 أبريل: جوجل استبدلت شعارها بخربشة للرسام الفرنسي روبير دوانو بمناسبة الذكرى الـ 100 لميلاده.[14]

## مايو
- 4 مايو: جوجل استبدلت شعارها برسومات بالطباشير بألوان مختلفة للرسام كيث هارينغ.
- 9 مايو: جوجل استبدلت شعارها بخربشة لآثار فرعونية بمناسبة الذكرى الـ 138 لميلاد عالم المصريات البريطاني هوارد كارتر.[15]
- 10 مايو: جوجل استبدلت شعارها بتمثال نهضة مصر احتفالا بالذكرى الـ 121 لميلاد النحات المصري محمود مختار في نطاقات جوجل في الدول العربية.[16]
- 18 مايو: جوجل استبدلت شعارها بخربشة لدائرة ورسم لمعادلة وقطع مخروط احتفالا بالذكرى الـ 964 لميلاد عالم الرياضيات والشاعر عمر الخيام في نطاقات جوجل في الدول العربية وأفغانستان.[17]
- 23 مايو: جوجل استبدلت شعارها بخربشة مخترع لجهاز موغ – سانتيسيزر الموسيقي بمناسبة الذكرى الـ 78 لميلاد رائد في الموسيقى الإلكترونية الأمريكي روبرت موغ.[18]
- 23 مايو: جوجل استبدلت شعارها بخربشة لقاعة انتخاب تحتوي على خلوتان وصندوق اقتراع ومنتخبون بمناسبة انتخابات الرئاسة المصرية 2012.[19]
- 30 مايو: جوجل استبدلت شعارها بخربشة لمجوهرات بيضات فابرجيه بمناسبة الذكرى الـ 166 لميلاد صانع المجوهرات الروسي بيتر كارل فابرجيه.[20]

## يونيو
- 23 يونيو: جوجل استبدلت شعارها بخربشة لآلة تورنغ بمناسبة الذكرى ال 100 لمولد آلان تورنغ عالم الرياضيات البريطاني في نطاقات جوجل حول العالم.[21]

## يوليو
- 24 يوليو: جوجل استبدلت شعارها بخربشة لرائدة الطيران الأمريكية أميليا إيرهارت وهي تصعد طائرة بمناسبة الذكرى ال 115 لميلادها في نطاقات جوجل حول العالم.[22]
- 27 يوليو: جوجل استبدلت شعارها بخربشة لخمسة رياضيين هم لاعبة مبارزة سلاح الشيش ولاعب رمي الرمح وعدّاء/لاعب قفز وسبّاحة/غطّاسة ولاعب كرة قدم وكرة السلة بمناسبة انطلاق فعاليات الألعاب الأولمبية الصيفية 2012 في لندن، في نطاقات جوجل حول العالم.[23]
- 28 يوليو: جوجل استبدلت شعارها بخربشة لرامية سهام أولمبية بمناسبة الاحتفال بانطلاق منافسة رمي السهم للألعاب الأولمبية الصيفية 2012 في لندن.[24]
- 29 يوليو: جوجل استبدلت شعارها بخربشة لغطاسة بمناسبة الاحتفال بانطلاق منافسات الغطس للألعاب الأولمبية الصيفية 2012 في لندن.[25]
- 30 يوليو: جوجل يحتفل بانطلاق منافسات رياضة “مبارزة سيف الشيش” في أولمبياد لندن 2012[26]
- 31 يوليو: جوجل استبدلت شعارها بلاعب جمباز يقفز بين الحلقات بمناسبة انطلاق منافسة سباق جمباز الحلقات للألعاب الأولمبية الصيفية 2012 في لندن.[27]

## أغسطس
- 1 أغسطس: جوجل استبدلت شعارها بلاعبي كرة تنس الطاولة بمناسبة انطلاق مسابقة تنس الطاولة للألعاب الأولمبية الصيفية 2012 في لندن في نطاقات جوجل حول العالم.[28]
- جوجل استبدلت شعارها بلاعبة هوكي على العشب بمناسبة انطلاق منافسة الهوكي على العشب للألعاب الأولمبية الصيفية 2012 في لندن.[29]
- «جوجل» يحتفل بانطلاق «سباق الحواجز» بالأولمبياد[30][31]
- 11 أغسطس 2012: جوجل استبدلت شعارها بخربشة للاعبة جمباز إيقاعي وهي تقفز ماسكة شريطا ومن خلفها الجمهور التي تظهر كلمة جوجل ضمنه.[32]
- 15 أغسطس، استبدلت جوجل شعارها بخربشة للطاهية الأمريكية جوليا تشايلد وهي تطبخ بمناسبة الذكرى الـ 100 لميلادها في نطاقات غوغل حول العالم.[33]
- 26 أغسطس، استبدلت جوجل شعاره بخربشة للعالم الفارسي المسلم أبو بكر الرازي وهو يطالع كتابا وبجانبه أنبوبي اختبار بمناسبة الذكرى الـ 1147 لميلاده في نطاقات جوجل في الدول العربية وأفغانستان.[34]
- 31 أغسطس 2012، استبدلت جوجل شعارها بخربشة لأدوات تدريس تتبع منهج مونتيسوري بمناسبة الذكرى الـ 142 لميلاد المعلمة الإيطالية ماريا مونتيسوري في نطاقات جوجل حول العالم.[35]

## سبتمبر
- 4 سبتمبر: خربشة للفلكي المسلم أبو الريحان البيروني وهو يتأمل كوكبات نجوم السماء بمناسبة الذكرى الـ لميلاده في نطاقات جوجل في الدول العربية.[36]
- 13 سبتمبر: خربشة للعازفة الألمانية كلارا شومان وهي تعزف ويحيط بها أطفال يعزفون معها في نطاقات جوجل حول العالم.[37]

## أكتوبر
- 15 أكتوبر: خربشة لقصة الرسوم المتحركة نيمو الصغير في أرض النعاس لرسام الرسوم المتحركة والكاريكاتير الأمريكي وينسر مكاي بمناسبة الذكرى الـ 107 لإطلاقها في نطاقات جوجل حول العالم.[38]
- 18 أكتوبر: خربشة لرواية موبي ديك للكاتب الأمريكي هيرمان ملفيل بمناسبة الذكرى الـ 161 لإصدراها في نطاقات جوجل حول العالم.[39]

## نوفمبر
- 8 نوفمبر: جوجل استبدلت شعارها بخربشة لشخصيات رواية دراكولا بمناسبة الذكرى الـ165 لميلاد الروائي الأيرلندي برام ستوكر مؤلف دراكولا.[40]
- 20 نوفمبر: جوجل استبدلت شعارها بخربشة لأطفال مرحين ينظرون لدمى محشوة مع وجود شمس وقمر بيت حديقة زاهية في الخلفية بمناسبة عيد الطفولة في نطاقات غوغل حول العالم.[41]

## ديسمبر
- 10 ديسمبر: جوجل استبدلت شعارها بخربشة لامرأة جالسة تكتب أكواد برمجة على ورقة متصلة بأجهزة حواسيب بدائية وعصرية بمناسبة الذكرى الـ197 لميلاد رائدة البرمجة البريطانية آدا لوفلايس.[42]
- 31 ديسمبر: جوجل استبدلت شعارها بخربشة بأناس يحتفلون بمناسبة قدوم رأس السنة الميلادية 2013.[43]